# Iperrealtà
Nella semiotica e nella filosofia postmoderna, l'Iperrealità (da non confondersi con il surrealismo o l'iperrealismo) è un concetto del post-strutturalismo che descrive una cultura post-moderna avanzata, riferendosi al processo di evoluzione delle nozioni della realtà, che porta ad uno stato culturale di confusione tra segni e simboli inventati per sostenere la realtà e le percezioni dirette della realtà del consenso.
L'iperrealità è considerata come la condizione in cui, a causa della compressione delle percezioni del reale nella cultura e nei media, ciò che è generalmente considerato reale è mescolato a ciò che è inteso come finzione, in modo che non vi sia più una chiara distinzione tra la fine dell'uno e l'inizio dell'altro.
L'iperrealità caratterizza il modo in cui la coscienza interagisce con la realtà. In particolare, quando la coscienza perde la sua capacità di distinguere la realtà dell'immaginazione e inizia a compenetrarsi con quest'ultima senza averne coscienza, entra nel mondo dell'iperreale. La natura del mondo iperreale è caratterizzata da un miglioramento fittizio nella realtà.
Diversi aspetti dell'iperrealtà possono essere considerati una "realtà proxy". Ad esempio, un estimatore di film pornografici vive nel mondo inesistente della pornografia. Anche se non è una descrizione precisa del sesso, per le persone che li guardano, la realtà del sesso diventa qualcosa di impalpabile. Un altro esempio: La "M" del McDonald's crea un mondo con la promessa di una quantità infinita di cibo identico. In realtà, la "M" non rappresenta nulla: il cibo prodotto non è né infinito né identico.
Secondo Jean Baudrillard, il mondo in cui viviamo è stato sostituito da una copia del mondo, in cui riconosciamo stimoli simulati e niente di più. Baudrillard prende in prestito da Borges l'esempio di un'azienda i cui cartografi hanno creato una mappa così dettagliata che comprende anche le cose che è stata progettata per rappresentare. Quando l'impero va in declino, la mappa si fonde nel paesaggio e non c'è né rappresentazione né verità, ma solo l'iperrealità. L'idea di iperrealtà di Baudrillard è stata in gran parte influenzata dalla fenomenologia, dalla semiologia e da Marshall McLuhan.
Tra i teorici dell'iperrealtà vanno menzionati, oltre a Jean Baudrillard, anche Daniel Boorstin, Albert Borgmann e Umberto Eco.

## Definizioni
- "La simulazione di qualcosa che non è mai esistito" - Jean Baudrillard
- "Il vero impostore" - Umberto Eco
- "Il simulacro è una forma di iperrealtà, vale a dire una realtà aumentata che come un filtro fotografico migliora la realtà, o come un videogioco, offre una modifica totale della realtà apparente. Il simulacro supera la realtà" - Florent Schoumacher